# لودوفيك ماري
لودوفيك ماري (بالفرنسية: Ludovic Mary)‏ (7 مارس 1977 في فرنسا - ) هو لاعب كرة قدم فرنسي في مركز الدفاع. شارك مع منتخب فرنسا لكرة القدم. أما مع النوادي، فقد لعب مع نادي النجم الأحمر سانت أوين ونادي نانت ونادي نيور وUS Colomiers Football ‏.

## وصلات خارجية
- لودوفيك ماري على موقع قاعدة بيانات كرة القدم.إي يو (الإنجليزية)
- لودوفيك ماري على موقع عالم كرة القدم.نت (الإنجليزية)